# سلطان الثاني بن صقر القاسمي
سلطان بن صقر بن خالد بن سلطان بن صقر القاسمي (1885 - 23 مارس 1951) حاكم إمارة الشارقة من (21 نوفمبر 1924م - 23 مارس 1951م) غادر للعلاج إلى بريطانيا وتوفي هناك 1951م.

## حياته الخاصة
تزوج من نورة بنت عبد الرحمن بن محمد الشامسي وأنجب منها:
- شيخة بنت سلطان القاسمي.
- صقر بن سلطان القاسمي حاكم إمارة الشارقة (1951 - 1965).

تزوج من ميرة بنت محمد بن سالم السويدي وأنجب منها:
- خالد بن سلطان القاسمي.
- محمد بن سلطان القاسمي.
- سالم بن سلطان القاسمي.
- نورة بنت سلطان القاسمي.

تزوج من لطيفة بنت سعيد بن سالم بن بينونة القتبي وأنجب منها:
- أحمد بن سلطان القاسمي (نائب حاكم الشارقة السابق)
- سعود بن سلطان القاسمي.
- عبد الله بن سلطان القاسمي.
- علياء بنت سلطان القاسمي.
- عزة بنت سلطان القاسمي.